# San Pedro Tidaá
San Pedro Tidaá är en kommunhuvudort i Mexiko.   Den ligger i kommunen San Pedro Tidaá och delstaten Oaxaca, i den sydöstra delen av landet, 300 km sydost om huvudstaden Mexico City. San Pedro Tidaá ligger 2 276 meter över havet och antalet invånare är 826.
Terrängen runt San Pedro Tidaá är huvudsakligen kuperad, men åt sydväst är den bergig. Runt San Pedro Tidaá är det ganska glesbefolkat, med 22 invånare per kvadratkilometer. San Pedro Tidaá är det största samhället i trakten. Trakten runt San Pedro Tidaá består i huvudsak av gräsmarker.